# Den photographiske Forening
Den photographiske Forening var Danmarks første forening for fotografer. Den blev stiftet 20. januar 1863, men sygnede efterhånden hen. I 1878 afholdt kongelig hoffotograf Jens Petersen en sammenkomst med deltagelse af københavnske fotografer. Målet var oprettelsen af en skandinavisk fotografisk forening, men på grund af manglende interesse fra Sverige og Norge blev en ny dansk forening oprettet i stedet for: Dansk photographisk Forening blev derfor dannet 5. april 1879 som den gamle forenings afløser. Jens Petersen blev også formand for denne forening.
Foreningen udgav Den photographiske Forenings Tidende, som fulgte udviklingen inden for mediet. Som en nyhed for juli kvartal 1867 bragte bladet som bilag et "Cabinets-Portrait" af forfatteren Erik Bøgh, leveret af Georg E. Hansen. Det nye format slog hurtigt an og blev i flere årtier det førende format.

## Formænd
- 1863-1865 F.F. Petersen
- 1865-18?? Jens Petersen

## Nogle medlemmer
- 1863: F.V. Fölger (i bestyrelsen fra 1865)
- 1865: August Birch
- 1865: Georg Holtzweissig
- 1865: Christian Jensen, Korsør
- 1865: Sophus Jensen
- 1865: Peter Christian Koch
- 1865: Georg Petersen, Nyborg
- 1865: Emil Rye
- 1866: Frederik Klem
- 1866: Friderich Christian Benjamin Meier
- 1866: Lauritz Olsen
- 1866: Gottlieb Støckel
- 1867: Ludvig Grundtvig